# Hevearita Gunaryanti Rahayu
Hevearita Gunaryanti Rahayu (sinh ngày 4 tháng 5 năm 1966) là một nữ chính trị gia người Indonesia, bà giữ chức thị trưởng Semarang, Trung Java từ tháng 1 năm 2023. Trước đó bà là phó thị trưởng Semarang dưới quyền Hendrar Prihadi từ năm 2016 cho đến khi Hendrar từ chức vào tháng 10 năm 2022.

## Xuất thân
Hevearita Gunaryanti Rahayu sinh ra ở Semarang vào ngày 4 tháng 5 năm 1966, cha mẹ là Soenarjo Rahardjo và Atiek Nur Soetarti, bà là một trong năm anh chị em. Bà theo học tại các trường học ở Semarang, tốt nghiệp Trường trung học nhà nước số 1 Semarang năm 1984. Bà kết hôn với Alwin Basri, một đại biểu của Hội đồng Đại diện Nhân dân Khu vực Trung Java. Cả hai có một người con trai sinh năm 1995. Bà nhận bằng cử nhân nông nghiệp tại Đại học Phát triển Cựu chiến binh Quốc gia Yogyakarta vào năm 1989, sau đó nhận bằng thạc sĩ tại Đại học Diponegoro vào năm 2019.

## Sự nghiệp
Năm 1991, Hevearita công tác tại Bank Universal, cho đến năm 2003 sau khi ngân hàng này sáp nhập vào Permata Bank. Bà sau đó làm giám đốc tại một công ty thuê ngoài trước khi trở thành chủ tịch của một công ty dầu khí thuộc sở hữu của chính quyền tỉnh Trung Java hoạt động tại Cepu. Bà công tác tại đây đến năm 2015.
Hevearita tranh cử khi cùng liên danh với thị trưởng đương nhiệm Hendrar Prihadi trong cuộc bầu cử thị trưởng năm 2015 của Semarang, cả hai được bầu với 320.237 phiếu bầu (46,4%). Họ tuyên thệ nhậm chức vào ngày 17 tháng 2 năm 2016. Hendrar và Hevearita tranh cử nhiệm kỳ thứ hai trong cuộc bầu cử thị trưởng năm 2020 và nhận được 91,4% số phiếu bầu áp đảo số phiếu trắng, họ nhậm chức lần hai vào ngày 27 tháng 2 năm 2021.
Vào ngày 10 tháng 10 năm 2022, Hendrar được Tổng thống Joko Widodo bổ nhiệm làm lãnh đạo Học viện Chính sách Thu mua quốc gia, ông từ chức và Hevearita sau đó giữ quyền thị trưởng. Bà chính thức nhậm chức thị trưởng vào ngày 30 tháng 1 năm 2023, trở thành nữ thị trưởng đầu tiên của Semarang. Với tư cách thị trưởng, bà đã cấp kinh phí để mua 177 chiếc xe máy cho các trưởng làng trong thành phố, thay cho lần mua cuối vào năm 2014. Một cuộc tranh cãi ngắn đã nảy ra trên mạng xã hội do bản báo cáo sai về giá cả hàng hóa, giá cả được báo cáo tăng gần gấp đôi từ 4,7 tỷ Rupiah (300.000 đô la Mỹ) đến 8 tỷ Rupiah (510.000 đô la Mỹ). Bà sẽ tranh cử nhiệm kỳ thứ hai trong cuộc bầu cử thị trưởng năm 2024.